# 대한민국의 텔레비전 드라마 목록/특수기호
대한민국의 텔레비전 드라마 목록 (특수기호)에서는 특수기호로 시작되는 제목의 대한민국의 드라마를 서술한다.

## (
- (아는 건 별로 없지만) 가족입니다